# Gerti Kappel
Gerti Kappel (* 15. April 1960 in Wien) ist eine österreichische Informatikerin und Hochschullehrerin. Seit 2001 ist sie Professorin an der Technischen Universität Wien, wo sie seit 2016 auch als Teil des Dekansteam der Fakultät für Informatik fungiert.

## Berufliche Entwicklung
Gerti Kappel schloss 1983 ihr Magister-Studium der Betriebsinformatik an der Universität Wien ab, 1984 wurde ihr der akademische Grad Dipl.-Ing. für Informatik an der Technischen Universität Wien verliehen. Dort promovierte sie auch, im Jahr 1987 und wurde 5 Jahre später an der Universität Wien für das Fachgebiet „Informatik“ habilitiert. 1987 bis 1989 war Kappel Forscherin am Genfer Centre Universitaire d’Informatique, bis 2001 Professorin für Computerwissenschaft und Chefin der Abteilung für Informationssysteme der Universität Linz. Danach kehrte sie als Professorin an die Technische Universität Wien zurück und übernahm den Vorsitz der Business Informatics Group innerhalb des Institut für Information Systems Engineering.
In ihrer Forschung konzentriert sie sich auf die Verbesserung von Software für Webanwendungen, Kappel publizierte gemeinsam mit Kollegen ein Buch zur Unified Modeling Language. Sie ist außerdem Mutter von zwei Kindern und wird in Interviews immer wieder zum Thema „Vereinbarkeit von wissenschaftlicher Karriere und Familie“ befragt. Kappel engagiert sich auch intensiv in der Frauenförderung, entwickelte das Programm „FIT – Frauen in die Technik“ für die Universität Linz und leitete das Projekt „WIT – Wissenschafterinnenkolleg Internettechnologien“.
2020 folgte sie Hannes Werthner als Dekanin der Fakultät für Informatik nach. Für die Funktionsperiode 2023 bis 2028 wurde sie Mitglied des Universitätsrates der JKU Linz.

## Auszeichnungen
2019 wurde Gerti Kappel mit dem Sonderpreis „Digital Woman Leader“ von der Bundesministerin Margarete Schramböck ausgezeichnet.

## Publikationen (Auswahl)
- 2004: Web Engineering. Systematische Entwicklung von Webanwendungen, gemeinsam mit Birgit Pröll, Siegfried Reich, Werner Retschitzegger, dpunkt-Verlag, 2004, ISBN 978-3-89864-234-7
- 2013: Objektorientierte Informationssysteme: Konzepte, Darstellungsmittel, Methoden, gemeinsam mit Michael Schrefl, Springer, Wien 2013, ISBN 978-3-211-82828-1